# Operazione K
Operazione K (in giapponese K作戦?, Kē-Sakusen) fu il nome in codice di una missione di bombardamento organizzata dalla Marina imperiale giapponese il 4 marzo 1942 ai danni della base statunitense di Pearl Harbor nelle Hawaii, durante gli eventi del teatro del Pacifico della seconda guerra mondiale.
Due idrovolanti a lunga autonomia Kawanishi H8K giapponesi, decollati dalle Isole Marshall, raggiunsero l'atollo disabitato delle French Frigate Shoals nelle Hawaii, dove si rifornirono di carburante da sommergibili giapponesi qui dislocati prima di compiere l'ultimo balzo alla volta di Oahu; i due velivoli giunsero in vista dell'obiettivo senza essere intercettati, ma lo spesso strato di nubi che ricopriva l'isola impedì loro di avvistare gli obiettivi prescelti e le poche bombe lanciate causarono solo danni minimi a una scuola di Honolulu. I due velivoli riuscirono poi a rientrare alla base nelle Marshall dopo un volo di 7.700 chilometri sopra l'oceano.

## Antefatti
La pianificazione dell'operazione K prese vita nelle settimane seguenti l'attacco di Pearl Harbor del 7 dicembre 1941, atto di apertura delle ostilità nell'Oceano Pacifico. In quel periodo l'alto comando della Marina imperiale giapponese stava considerando come impiegare al meglio le capacità del nuovo idrovolante a lunga autonomia Kawanishi H8K da poco entrato in servizio operativo: furono formulati vari piani per azioni di bombardamento ai danni della California e del Texas, ma ad avere la precedenza fu la necessità di avere informazioni fresche circa le riparazioni delle installazioni statunitensi a Pearl Harbor danneggiate nel precedente attacco; una valutazione dello stato di moli, cantieri navali e campi di volo di Oahu avrebbe aiutato lo stato maggiore della Marina nipponica a stimare la capacità degli statunitensi di proiettare potenza militare nel Pacifico nei mesi a seguire.
I piani iniziali prevedevano di impiegare una formazione di cinque Kawanishi H8K: questi si sarebbero diretti alle disabitate French Frigate Shoals, il più grande atollo delle Isole Hawaii nordoccidentali, e qui si sarebbero riforniti di carburate da un sommergibile precedentemente lì posizionato prima di intraprendere il volo finale notturno alla volta di Oahu. Il raid fu pianificato per coincidere con una notte di luna piena in modo che i bersagli a Pearl Harbor fossero illuminati e facili da localizzare, ma la data precisa per l'esecuzione dipendeva dalla presenza di mare calmo per eseguire le operazioni di rifornimento alle French Frigate Shoals e di cielo sereno per il volo fino a Oahu. Se questa prima incursione avesse avuto successo, altri raid simili sarebbero poi stati programmati.
In una sorta di ripetizione degli eventi precedenti l'attacco del 7 dicembre 1941, gli analisti dell'intelligence statunitense alle prese con la decrittazione dei codici nipponici diedero l'allarme circa il fatto che i giapponesi si stavano preparando a condurre raid di ricognizione e disturbo rifornendosi nella zona delle French Frigate Shoals, ma furono ancora una volta in gran parte ignorati dai loro superiori. Gli analisti avevano motivo di interpretare correttamente l'intento giapponese: Edwin T. Layton, massimo esperto di decifratura dei codici nemici in seno alla United States Navy, aveva nel suo staff il tenente Jasper Holmes il quale, sotto lo pseudonimo di Alec Hudson, nell'agosto 1941 aveva pubblicato una storia di fantasia per il The Saturday Evening Post in cui aerei statunitensi riforniti da sommergibili compivano un'incursione su bersagli distanti 3 000 miglia (4 800 km); questa storia era stata sospesa dalla pubblicazione per un anno fino a quando l'autore non convinse i censori della US Navy che le tecniche descritte erano note ad altre marine.

## L'operazione

La rotta approssimativa seguita dai due idrovolanti giapponesi impegnati nel raid

Quando infine venne selezionata una data adeguata per condurre l'operazione, solo due Kawanishi H8K erano pienamente disponibili per parteciparvi: il tenente pilota Hisao Hashizume fu messo alla guida dell'operazione, con il secondo apparecchio ai comandi dell'alfiere Shosuke Sasa. I due velivoli si trasferirono dal Giappone alla base avanzata di Wotje nelle Isole Marshall, da dove avrebbero poi coperto i 1.900 chilometri di volo alla volta delle French Frigate Shoals; una volta riforniti, avrebbero affrontato gli ultimi 900 chilometri alla volta di Oahu, per poi rientrare a Wotje. Ciascun apparecchio fu dotato di quattro bombe da 250 kg: in aggiunta alla loro missione di ricognizione sulla base statunitense, i due velivoli avrebbero dovuto bombardare il molo Ten-Ten ("Dieci-Dieci", così chiamato per la sua lunghezza di 1.010 piedi) a Pearl Harbor per disturbare i lavori di riparazione e salvataggio delle navi affondate nell'attacco del 7 dicembre 1941.
Il 3 febbraio 1942 i sommergibili I-15, I-19 e I-26 furono assegnati all'operazione nel ruolo di rifornitori. I battelli erano grossi sommergibili incrociatori della classe I-15 dotati di un piccolo hangar per ospitare un idrovolante da ricognizione; quest'ultimo venne sbarcato e lo spazio dell'hangar impiegato per alloggiare sei serbatoi di carburante carichi di benzina avio. I tre battelli salparono quindi dalla base di Kwajalein il 5 febbraio, e raggiunsero la zona delle French Frigate Shoals il 4 marzo; l'I-15 e l'I-19 avrebbero provveduto al rifornimento, con l'I-26 tenuto in riserva. Un quarto sommergibile, l'I-9 si posizionò tra Wotje e le Shoals per fungere da radiofaro per i due idrovolanti.
Il sommergibile giapponese I-23 ricevette l'ordine di stazionare poco a sud di Oahu per fornire bollettini aggiornati sulle condizioni meteo dell'isola, ma scomparve in mare senza lasciare tracce dopo il 14 febbraio 1942. I crittoanalisti dell'intelligence giapponese avevano decifrato il codice della US Navy usato per le comunicazioni meteo, ma questo fu modificato il 1º marzo eliminando anche questa fonte alternativa di informazioni circa il tempo sopra Pearl Harbor. Alla fine la missione ricevette il via libera sulla base dell'assunto che i cieli di Pearl Harbor sarebbero stati sgombri dalle nuvole come quelli segnalati dai sommergibili alle French Frigate Shoals, e i due velivoli decollarono nel pomeriggio del 3 marzo raggiungendo le Shoals a sera; dopo essersi riforniti, gli idrovolanti decollarono quindi per il loro ultimo tratto dalla volta di Oahu, che raggiunsero sette ore dopo nelle prime ore del 4 marzo.

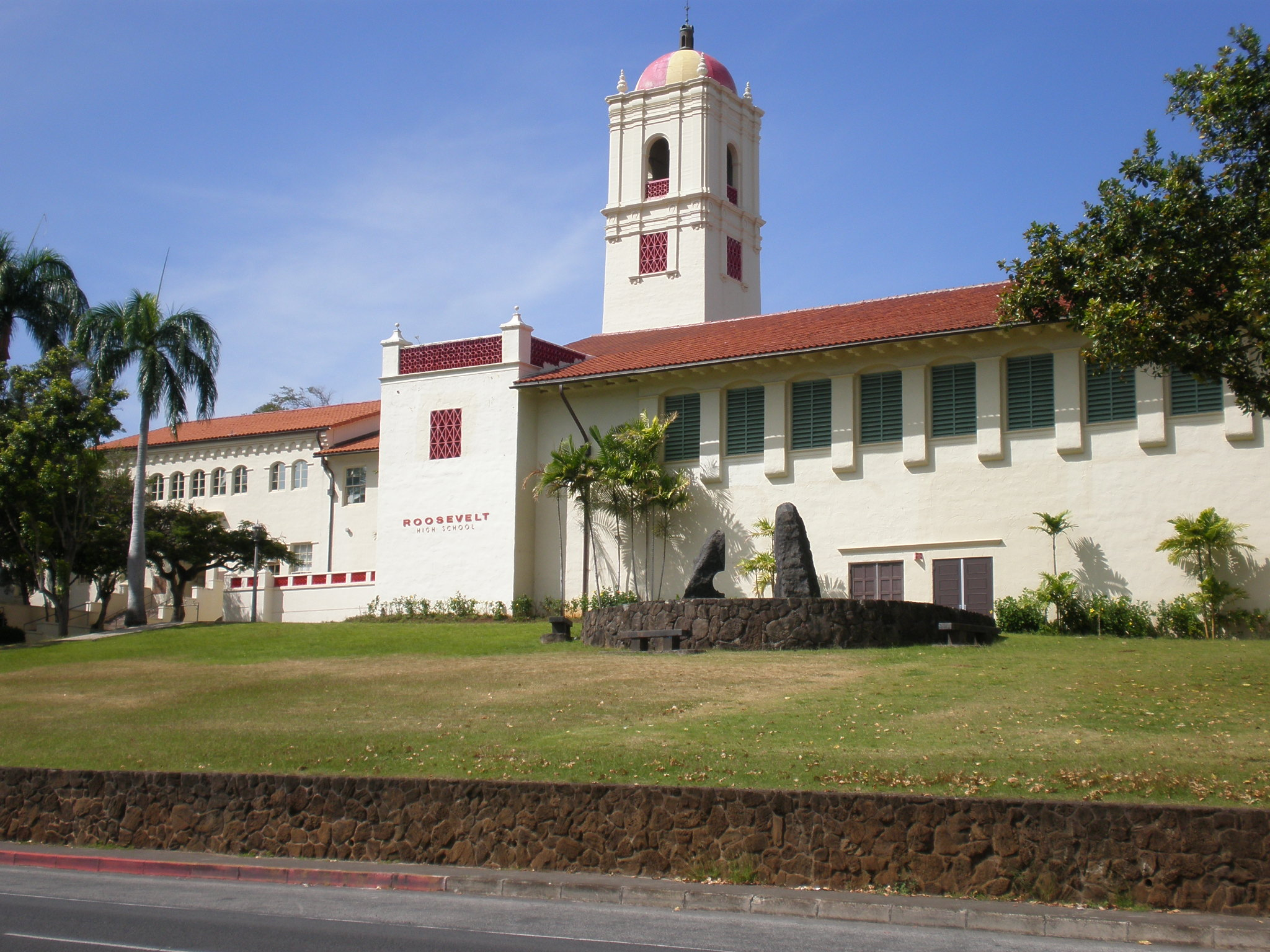
Veduta odierna della President Theodore Roosevelt High School a Honolulu; gli unici danni materiali causati dal raid furono inflitti alle finestre della scuola, infrante dalle esplosioni

Le stazioni radar statunitensi a Kauai e poi a Oahu individuarono i due velivoli e presero a seguirne la rotta di avvicinamento alle isole delle Hawaii, guidando al loro intercettamento dei caccia Curtiss P-40 Warhawk; idrovolanti da ricognizione Consolidated PBY Catalina furono inoltre inviati alla caccia delle portaerei giapponesi da cui si riteneva i due velivoli avvistati fossero decollati. A dispetto delle previsioni giapponesi uno spesso strato di nubi ricopriva Pearl Harbor, il che impedì ai difensori di scorgere i due idrovolanti in volo a un'altitudine di 4.600 metri; le stesse nubi, del resto, confusero la navigazione dei due apparecchi nipponici: usando il faro di Kaena Point (la punta più occidentale di Oahu) come riferimento, Hashizume decise di procedere con l'attacco da nord verso sud, ma Sasao non ricevette l'ordine del suo superiore e e invece virò per costeggiare la riva meridionale di Oahu.
Hashizume, persi i contatti con il suo compagno e capace di scorgere solo poche chiazze di terreno attraverso le nubi, finì con lo sganciare le sue quattro bombe sul versante del Monte Tantalus, un vulcano estinto poco a nord di Honolulu, tra le 02:00 e le 02:15 locali; il pilota giapponese fu incapace di scorgere Pearl Harbor, l'unica struttura illuminata su Oahu a causa delle ferree condizioni di oscuramento imposte alla popolazione dell'isola per ostacolare incursioni aeree nemiche. Le bombe di Hashizume atterrarono a circa 300 metri dalla President Theodore Roosevelt High School di Honolulu, creando una serie di crateri profondi 2-3 metri; gli unici danni furono limitati alle finestre in frantumi a causa delle detonazioni. Storici e studiosi ritengono che Sasao finì con lo sganciare le sue bombe in mare, al largo della costa presso l'abitato di Waianae o vicino all'imboccatura della baia di Pearl Harbor.
I due idrovolanti diressero quindi verso sud alla volta delle Maeshall. L'apparecchio di Sasao arrivò come previsto alla base di Wotje, ma l'aereo di Hashizume aveva accusato alcuni danni allo scafo al momento di decollare dalle French Frigate Shoals e il pilota, temendo che le primitive strutture presenti a Wotje non fossero in grado di provvedere alle necessarie riparazioni, decise di proseguire il volo fino alla più grande base di Jaluit sempre nelle Marshall, dove arrivò qualche ora dopo. Con 4 800 miglia (7 700 km) di volo percorse, l'operazione K fu la missione di bombardamento condotta alla più lunga distanza da una coppia di velivoli, e una delle più distanti sortite di bombardamento condotte da aerei non scortati da caccia.

## Conseguenze
Il bombardamento non causò alcuna vittima, ma aumentò nella popolazione locale il timore che i giapponesi stessero per lanciare un'invasione su vasta scala delle Hawaii.
I mezzi di informazione giapponesi ripeterono un rapporto radiofonico non comprovato di Los Angeles a proposito di «notevoli danni a Pearl Harbor» con 30 marinai e civili morti e altri 70 feriti. Sia l'Esercito che la Marina statunitense si incolparono a vicenda per le esplosioni, rinfacciandosi accuse circa l'aver smaltito scorrettamente munizioni sul monte Tantalus
Un'altra missione di ricognizione armata sopra Pearl Harbor, fissata per il 6 o il 7 marzo, fu annullata a causa dei ritardi nell'intraprendere il primo raid, dei danni accusati dall'apparecchio di Hashizume e della stanchezza accumulata dai due equipaggi nel lungo volo sopra l'oceano. I due velivoli decollarono infine il 10 marzo, ma l'apparecchio di Hashizume fu intercettato e abbattuto da caccia Brewster F2A Buffalo nelle vicinanze dell'atollo di Midway e la missione venne annullata.
Una ripetizione dell'operazione K venne fissata per il 30 maggio 1942, al fine di acquisire informazioni di intelligence fresche sulla posizione delle portaerei statunitensi poco prima che la flotta giapponese lanciasse il suo attacco a Midway; tuttavia, gli statunitensi erano ormai sull'avviso che le French Frigate Shoals fossero un possibile sito di rendezvous per i nipponici, e i pattugliamenti delle acque dell'atollo erano stati incrementati su ordine dell'ammiraglio Chester Nimitz. Un sommergibile giapponese inviato in zona segnalò la presenza di campi di mine navali e avvistò due unità statunitensi all'ancora nelle vicinanze, il che portò a un immediato annullamento della missione; questo privò la flotta giapponese di informazioni fresche giusto poco prima di affrontare la battaglia decisiva contro gli statunitensi.